# Gánh xiếc Humberto (phim)
Gánh xiếc Humberto (tiếng Séc: Cirkus Humberto, tiếng Đức: Zirkus Humberto) là một bộ phim phiêu lưu của đạo diễn František Filip, ra mắt lần đầu năm 1988.
Truyện phim dựa theo tiểu thuyết cùng tên của nhà văn Eduard Bass.

## Nội dung

### Danh sách các tập phim
1. Návrat
2. Nabídka k sňatku
3. Carlo se loučí
4. Nový domov
5. Maringotka číslo 8
6. Natrvalo
7. Konkurence
8. Láska
9. Rozhodnutí
10. Varieté
11. Útěk
12. Slavné jméno

## Diễn viên
| - Radovan Lukavský - Martin Růžek - Claudine Coster - Dagmar Veškrnová - Radoslav Brzobohatý - Werner Possardt - Katja Rupé - Pavla Mixtajová - Kathy Kriegel - Patrick Préjean - Jaromír Hanzlík | - Pavel Mang - Petr Haničinec - Oldřich Vízner - Libuše Šafránková - Josef Abrhám - Petr Nárožný - Iva Janžurová |